# Tim Moore (Autor)

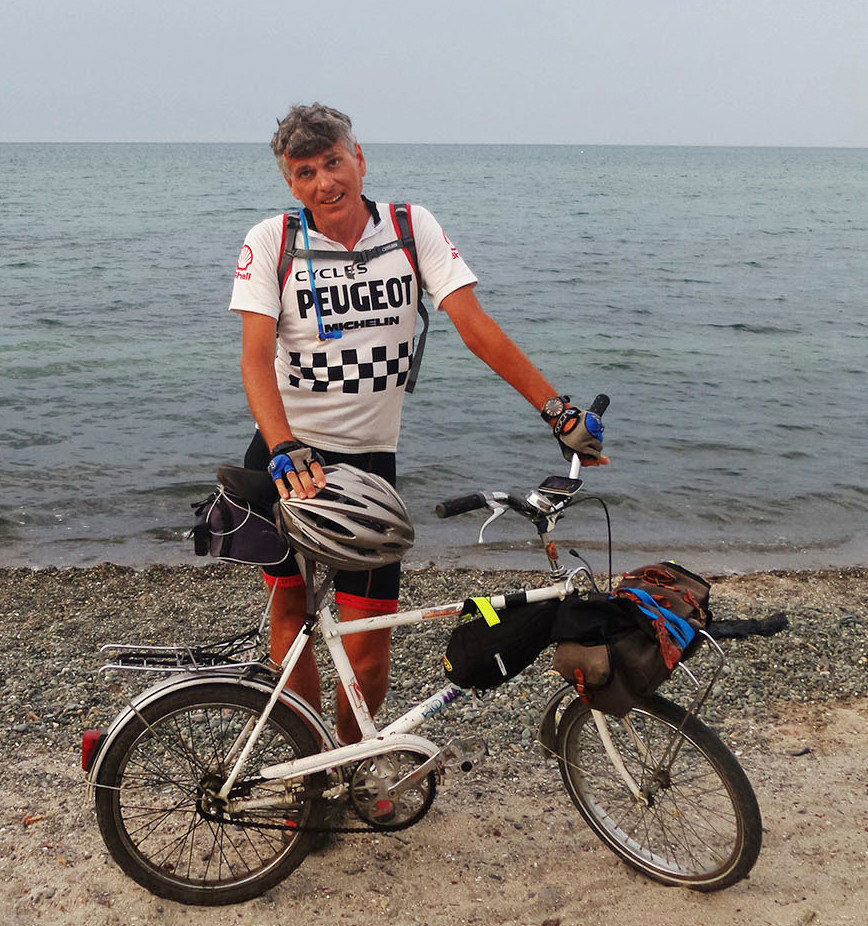
Tim Moore während seiner Tour auf dem Iron Curtain Trail an der Schwarzmeerküste (2015)

Tim Moore (* 18. Mai 1964 in Chipping Norton) ist ein britischer Autor und Journalist. Seine Bücher und Texte drehen sich meist in humorvoller Weise um die Themen Reisen und Fahrradfahren.

## Biographie
Nach Abschluss der Schule begann Tim Moore ein Studium, das „seltsam endete“, wie er selber sagt – die genauen Umstände sind unbekannt. Anschließend arbeitete er als Journalist für verschiedene Zeitungen wie auch als Kritiker von Videospielen.
1998 begab sich Moore „per Zufall“ auf eine Reise in die Arktis, wonach das Buch Frost on My Moustache entstand, in dem er eine Reise von Lord Dufferin in nördliche Sphären nachvollzieht. 2005 erschien erstmals sein Buch Zwei Esel auf dem Jakobsweg, in dem er über seine Erlebnisse auf dem Jakobsweg in Begleitung eines Esels namens Shinto berichtet.
2014 publizierte Tim Moore das Buch Gironimo! Ein Mann, ein Rad und die härteste Italien-Rundfahrt aller Zeiten, das aufgrund seiner Nachstellung des 3162 Kilometer langen Giro d’Italia 1914, bei dem 81 Fahrer starteten, aber nur acht das Ziel erreichten, mit einem selbst aus zeitgenössischen Komponenten (u. a. Holzfelgen) zusammengebauten Rad entstand. „Mit unvergleichlichem Humor verwebt Tim Moore in Gironimo! eigenes Leiden und Erleben mit verblüffenden Reminiszenzen an ein Rennen aus der heroischen Ära des Radsports, das als aberwitzig zu bezeichnen gewiss nicht übertrieben ist.“ 2017 stand sein Buch Mit dem Klapprad in die Kälte (Originaltitel: The Cyclist Who Went Out in the Cold) auf der Shortlist für das Radsportbuch des Jahres bei den britischen Cross Sports Book Awards. Darin beschreibt er seine Erlebnisse beim Abfahren des früheren Eisernen Vorhangs auf der rund 10.000 Kilometer langen EuroVelo 13 – auch Iron Curtain Trail genannt –  mit einem MIFA-Minirad aus DDR-Produktion, das ihn beim Kauf 50 britische Pfund gekostet hatte. Bis 2017 erschienen auf Englisch neun Bücher von ihm.
Neben seiner Arbeit als Buchautor schreibt Moore Kolumnen für Zeitungen wie die Daily Telegraph, die Observer, die Sunday Times, die Guardian, die Financial Times und das BBC Lonely Planet Magazine.

## Publikationen (Auswahl)
- Zwei Esel auf dem Jakobsweg. Covadonga, Bielefeld 2008, ISBN 978-3-936973-39-6.
- Null Punkte. Ein bisschen Scheitern beim Eurovision Song Contest, aus dem Englischen Nul Points, Covadonga, Bielefeld 2007, ISBN 978-3-936973-28-0.
- Gironimo! Ein Mann, ein Rad und die härteste Italien-Rundfahrt aller Zeiten. Covadonga, Bielefeld 2014, ISBN  	978-3-936973-97-6.
- Mit dem Klapprad in die Kälte. Abenteuer auf dem Iron Curtain Trail. Covadonga, Bielefeld 2017, ISBN  	978-3-95726-017-8.
- Alpenpässe & Anchovis: eine exzentrische Tour de France, aus dem Englisch French Revolutions von Olaf Bentkämper und Jens Kirschneck, Covadongva, Bielefeld 2003, ISBN 978-3-936973-05-1.
- T wie Trouble. Mit Fords Tin Lizzy durch Trumps Amerika. Covadonga, Bielefeld 2019, ISBN 978-3-95726-038-3.
- Vuelta Skelter. Ein Mann, ein Rad und eine denkwürdige Spanien-Rundfahrt. Covadonga, Bielefeld 2022, ISBN 978-3-95726-068-0.